# Fortunato Baldelli
Fortunato kardinál Baldelli (6. srpna 1935, Valfabbrica – 20. září 2012, Řím) byl italský katolický kněz, papežský diplomat, vysoký úředník římské kurie, kardinál a bývalý hlavní penitenciář Svatého stolce.
Vysvěcen na kněze byl 18. března 1961. Má vysokoškolské vzdělání v oboru církevního práva. Od roku 1966 působil v papežské diplomacii. Nejdříve působil na Kubě a v Egyptě, poté pokračoval v práci ve Státním sekretariátu a Radě pro veřejné záležitosti církve.
23. dubna 1983 mu udělil biskupské svěcení kardinál Agostino Casaroli, tehdejší státní sekretář. V následujících letech vykonával funkci nuncia či pronuncia ve státech Svatý Tomáš a Princův ostrov, Dominikánská republika, Peru či Francie. V posledně jmenované zemi působil nejdéle - od roku 1999 do roku 2009. Kromě rodné italštiny hovořil francouzsky, španělsky a portugalsky.
2. června 2009 ho papež Benedikt XVI. jmenoval do funkce hlavního penitenciáře Svatého stolce. Stanul tak v čele Apoštolské penitenciárie, kde vystřídal kardinála Stafforda, který odešel do důchodu. 20. října 2010 papež oznámil, že arcibiskup Baldelli je mezi 24 novými kardinály, jejichž jmenování se uskutečnilo na konzistoři 20. listopadu téhož roku. 5. ledna 2012 přijal papež Benedikt XVI. jeho rezignaci, nástupcem v čele Apoštolská penitenciárie se stal Manuel Monteiro de Castro.